# Kilcullen
Kilcullen (auch: Kilcullen Bridge; irisch Cill Chuillinn, „Cuillinns Kirche“) ist ein Dorf im irischen County Kildare. Laut der Volkszählung von 2022 hat Kilcullen 3815 Einwohner.

## Lage
Kilcullen liegt etwa 47 Kilometer südwestlich von Dublin am Liffey und an der M9 nach Waterford.
Südlich der Brücke über den Liffey kreuzt sich die R413 von Kildare nach Ballymore Eustace mit der R448 von Waterford nach Naas. 

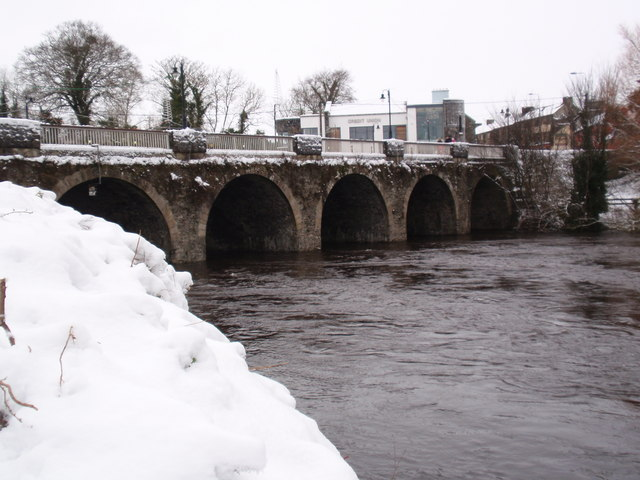
Brücke über den Liffey

## Geschichte
Kilcullen soll auf ein Kloster aus dem Jahre 448 zurückgehen, dem Kloster Old Kilcullen (Seanchill Chuillinn) in der gleichnamigen Streusiedlung südlich von Kilcullen. Nachweislich 936 und 944 fanden Wikingerraubzüge durch die Gegend statt. In den anglonormannischen Zeiten soll die Stadt eine Mauer mit sieben Toren gehabt haben.
1319 wurde erstmals eine Brücke über den Liffey erwähnt. Daraus resultierte der Ortsname Kilcullen Bridge.
Zwischen 1641 und 1647 wechselte der Ort zwischen der Besetzung durch königliche bzw. parlamentarischen Truppen.
Bei der Rebellion von 1798 kam es hier am 24. Mai zum Gefecht von Kilcullen, das in einem Sieg der United Irishmen gegenüber den britischen Truppen mündete.
Im 19. Jahrhundert erlebte der Ort einen Niedergang, weil auch die Straße von Dublin nach Athy verlegt wurde. 
1903 fand hier eines der ersten Auto-Straßenrennen der Welt, der Gordon Bennett Road Race of 1903, statt.

## Sehenswürdigkeiten

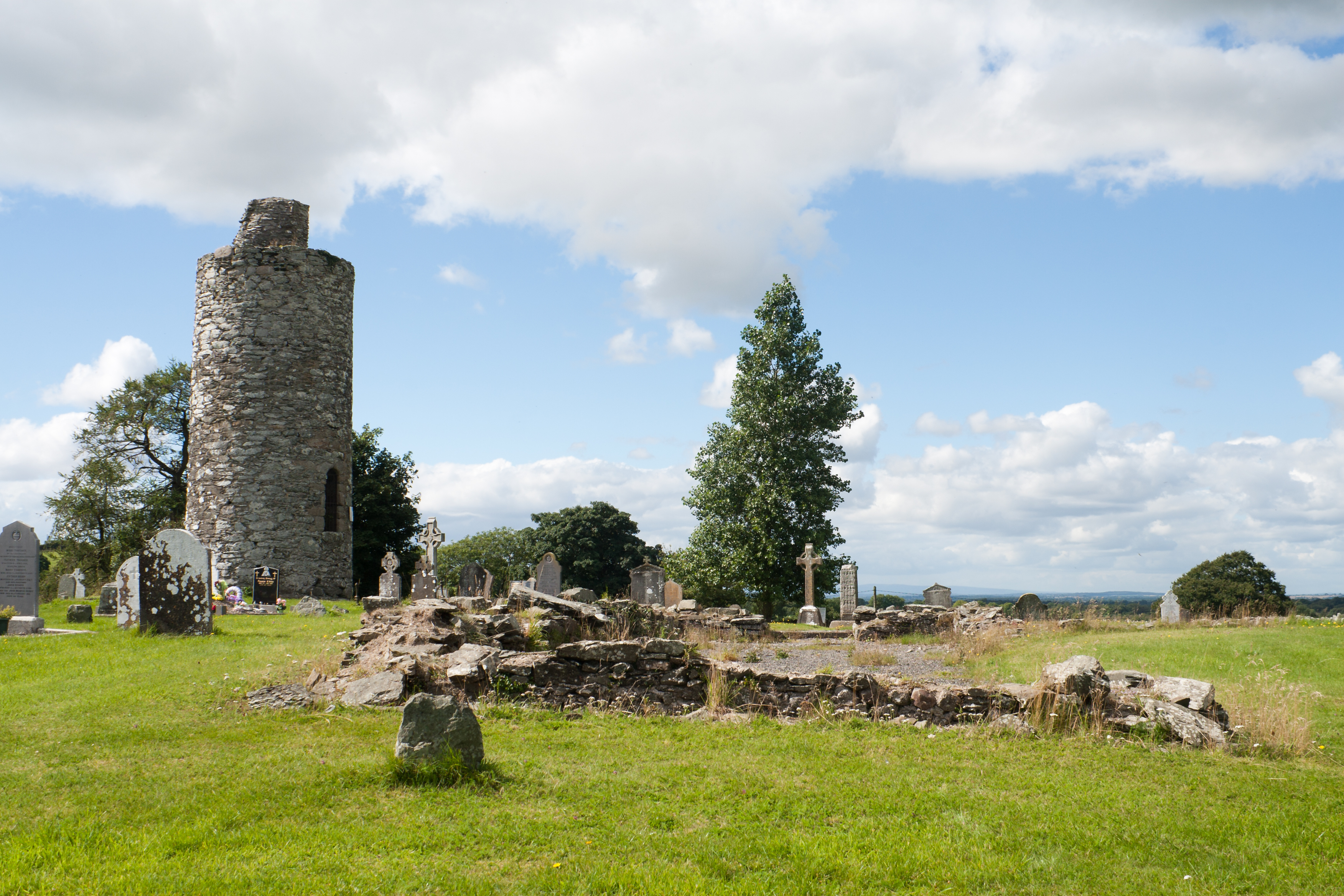
Ruinen des Rundturms und der früheren Kirche in Old Kilcullen

- Auf dem Friedhof von Old Kilcullen befinden sich heute noch Spuren der früheren Kirche, ein Rundturm und die übriggebliebenen Schäfte zweier ehemaliger Hochkreuze.
- Castlemartin House am Liffey wurde 1720 errichtet. Auf der Gutsanlage befindet sich noch die St. Mary’s Church von 1490.

## Persönlichkeiten
- Robert Wyse Jackson (1908–1976), anglikanischer Bischof von Limerick, Ardfert und Aghadoe